# Marina Crown
La Marina Crown est un gratte-ciel résidentiel de 207 mètres construit en 2006 à Dubaï.